# Борисівщина (Польща)
Борисівщина (Борисовщизна, пол. Borysowszczyzna) — село в Польщі, у гміні Нурець-Станція Сім'ятицького повіту Підляського воєводства. Населення — 74 особи (2011).

## Історія
У 1975—1998 роках село належало до Білостоцького воєводства.

## Демографія
Демографічна структура станом на 31 березня 2011 року:
|          | Загалом | Допрацездатний вік | Працездатний вік | Постпрацездатний вік |
| -------- | ------- | ------------------ | ---------------- | -------------------- |
| Чоловіки | 36      | 8                  | 22               | 6                    |
| Жінки    | 38      | 8                  | 23               | 7                    |
| Разом    | 74      | 16                 | 45               | 13                   |